# غون (لعبة فيديو)
غون (باليابانية: ゴン) ، هي لعبة فيديو إلكترونية من نوع أكشن، أنتجها شركة بانداي اليابانية سنة 1994م، ونشرها في الأراضي اليابانية الحصرية، وهي عبارة عن دينا صور صغير لونه البرتقالي يواجه الكثير من الحيوانات في الغابة والأماكن الأستوائية، وقد ظهر شخصية غون في لعبة تيكن 3 للمرة الأولى، وذلك بعد جمع المقاتلين عن طريق ختم اللعبة.

## وصلات خارجية
- Gon at Video Game Den
- Gon at GameFAQs
- Gon character sprites نسخة محفوظة 26 يونيو 2015 على موقع واي باك مشين. at The Shyguy Kingdom
- Gon at Super-Famicom.jp